# Juliana Vieira
Juliana Viana Vieira (Teresina, Piauí, 23 de septiembre de 2004) es una deportista brasileña que compite en bádminton. Ganó una medalla de bronce en los Juegos Panamericanos de 2023, en la prueba de dobles.
En 2024, ella es representante de Brasil en el bádminton de los Juegos Olímpicos de Paris en la prueba de individuales.

## Palmarés internacional
| Juegos Panamericanos | Juegos Panamericanos | Juegos Panamericanos | Juegos Panamericanos |
| Año                  | Lugar                | Medalla              | Prueba               |
| -------------------- | -------------------- | -------------------- | -------------------- |
| 2023                 | Santiago (Chile)     | Medalla de bronce    | Dobles               |